# Szylińce
Szylińce (lit. Šilinė) – wieś na Litwie, w okręgu uciańskim, w rejonie ignalińskim, w gminie Ignalino.

## Historia
W czasach zaborów dwa zaścianki w gminie Łyngmiany, w powiecie święciańskim, w guberni wileńskiej Imperium Rosyjskiego. W 1905 roku zaścianek Łukaszewicza liczył 4 mieszkańców, 40 dziesięcin; zaścianek Wojtkiewicza liczył 4 mieszkańców, 27 dziesięcin.
W dwudziestoleciu międzywojennym folwark leżał w Polsce, w województwie wileńskim, w powiecie święciańskim, w gminie Kołtyniany.
W 1931 w 1 domu zamieszkiwało 9 osób.
Od 1945 roku w Litewskiej Socjalistycznej Republice Radzieckiej.
Od 1990 na niepodległej Litwie.